# Кожевников, Вадим Михайлович
Вади́м Миха́йлович Коже́вников (9 [22] апреля 1909 или 22 апреля 1909, Тогур, Томская губерния — 22 октября 1984, Москва) — советский писатель и журналист, военный корреспондент. Лауреат Государственной премии СССР (1971). Герой Социалистического Труда (1974). Член ВКП(б) с 1943 года.

## Биография
Вадим Кожевников родился 9 (22) апреля 1909 года в с. Тогур Нарымского края Томской губернии в семье ссыльных социал-демократов. В 1910—1925 годах жил с родителями в Томске.
В 1925 году переехал в Москву. Учился в МГУ на литературном отделении этнологического факультета, окончив его в 1933 году. Первый его рассказ опубликован в 1929 г. в журнале «Рост». С 1933 года работал журналистом «Комсомольской правды», журналов «Огонёк», «Смена», «Наши достижения». Публиковаться начал ещё в 1930 году (первый рассказ — «Порт»). В 1939 году вышел первый сборник его рассказов «Ночной разговор». Член Союза писателей СССР с 1940 года.
В годы Великой Отечественной войны Вадим Михайлович был военным корреспондентом газеты «Красноармейская правда» Западного фронта, интендант 2-го ранга, позднее майор, с 1943 года — газеты «Правда» 1-го Украинского фронта. Участвовал во взятии Берлина.
В 1947—1948 годах занимал должность редактора отдела литературы и искусства газеты «Правда».
С 1949 года и до смерти главный редактор журнала «Знамя». Согласно ряду источников, будучи на этом посту, передал в КГБ (по другим данным — в ЦК КПСС) рукопись романа В. С. Гроссмана «Жизнь и судьба». По другим сведениям рукопись Гроссмана была затребована ЦК КПСС из редакции «Знамени», что более соответствует нормам того времени. При этом дочь В. Кожевникова, Надежда Кожевникова считает, что по действующим тогда правилам «… рукопись такого объёма, да ещё со столь опасными прозрениями, параллелями Гитлер-Сталин, фашизм-коммунизм — должна была быть направлена в ЦК, в идеологический сектор» в любом случае. М. Тубли поддерживает точку зрения Надежды Кожевниковой, отмечая также отсутствие «документов или свидетельств», подтверждающих факт передачи в ЦК рукописи или информации о романе по инициативе Кожевникова.
В свою очередь, А. И. Солженицын, весьма осведомлённый в жизни редакции журнала «Новый мир», писал в книге «Бодался телёнок с дубом»: «Я помню, как роман Гроссмана забрали именно из новомировского сейфа».
Секретарь Правлений СП СССР (с 1967) и СП РСФСР (с 1970). Делегат XXVI съезда КПСС (1981). Депутат Совета Союза ВС СССР 7—11 созывов (1966—1984) от Самаркандской области.
31 августа 1973 года В. М. Кожевников подписал Письмо группы советских писателей в редакцию газеты «Правда» об А. И. Солженицыне и А. Д. Сахарове. В письме сообщалось: «Солженицын открыто нарушает советские законы, ведёт себя антиконституционно. Он поддерживает пропаганду войны, выступает против разрядки. Надо спокойно решить вопрос о выдворении его из СССР».

## Память

Могила на Переделкинском кладбище

Похоронен на Переделкинском кладбище.
В апреле 2022 года на здании Литературного института в Москве была открыта памятная доска.

## Творчество
Вадим Кожевников писал в основном рассказы и повести, его перу принадлежат романы «Знакомьтесь, Балуев» и «Щит и меч» (1965, о работе советского разведчика в немецком тылу), по которым были сняты одноимённые фильмы «Знакомьтесь, Балуев», «Щит и меч», повести «Великий призыв» (1940), «Грозное оружие» (1941), рассказ «Март—апрель» (1942, по нему был создан одноимённый художественный фильм), пьеса «Судьба Реджинальда Дэвиса» (1947, совместно с И. Л. Прутом). Наиболее успешной считают его фронтовую прозу, написанную в годы войны.

## Оценки
Не слишком высокую оценку творчеству Кожевникова-литератора дает писатель Юрий Нагибин, дневниковая запись от 26 октября 1984 года
Умер В. Кожевников. В некрологах о нём на полном серьезе: крупный художник, большой талант, выдающийся деятель. Он уже многие годы был эталоном плохой советской литературы; так дурно, как он, никто не писал, даже Марков, даже Стаднюк, даже Алексеев. Хотя от природы он был талантлив.

Несколько его старых рассказов, отдельные куски в «Заре навстречу» отмечены несомненным изобразительным даром, умением видеть и находить слова. Но он всё принес на алтарь Отечеству. Интересно, сознавал ли он сам, насколько дисквалифицировался? Чувствовал ли он потерю дарования, как потерю руки, ноги, или внешнее преуспевание компенсировало утрату высших ценностей?

### Романы
- «Заре навстречу», 1956—1957 (роман о революции и установлении Советской власти в Сибири)
- «Знакомьтесь, Балуев!», М., 1960 (производственный роман об инженере и организаторе, коммунисте Балуеве, строящем газопровод в Сибири)
- «Щит и меч», М., 1965 (роман о советском разведчике, внедрённом в абвер незадолго до войны)
- «В полдень на солнечной стороне», М.: Воениздат, 1973
- «Корни и крона», М., 1983 (производственный роман)

### Повести
- «Великий призыв», М.: Советский писатель, 1940
- Степной поход. М., 1940
- «Грозное оружие», 1941
- День летящий. М., 1963
- «Особое подразделение», М., 1969
  - «Сидор Цыплаков»
  - «Пётр Рябинкин»
  - «Степан Буков» (о советском рабочем, который выучившись без отрыва от производства, получает диплом инженера и под конец становится партийным руководителем)
- Годы огневые. М., 1972
- Воинское счастье. М., 1977
- «Повести», 1979, (повести «Полюшко-поле», «Пустыня», «Белая ночь», «Лилась река» и «В дальнем плавании»)
- Так было. М., 1980
- Полюшко-поле. М., 1982

### Рассказы и очерки
- «Порт», 1930
- «Девятое знамя», 1933
- «Ночной разговор», М., 1939 (сборник рассказов)
- «Тяжёлая рука», 1941 (сборник рассказов)
- «Март-апрель», 1942
- «Мера твёрдости», М., Молодая гвардия, 1942
- «Рассказы о войне», 1942 (сборник рассказов)
- «Дом без номера», 1943
- «Любимые товарищи», М., Советский писатель, 1943
- «Труженики войны», М., 1944 (сборник рассказов)
- Рассказы. М., Советский писатель, 1946
- «Это сильнее всего», М., Правда, 1947 (сборник рассказов)(изъят из общего доступа в спецхран)[17]
- Мальчик с окраины. М.. 1953
- Живой мост. М.. 1954
- Люди нового Китая. М., 1954
- Такими гордится народ. М., 1955
- Дорогами войны. М., 1955
- Тысяча цзиней. М., 1955
- Любимые товарищи. М., 1959
- Дерево жизни. М., 1979
- Уменье побеждать. М., 1987

### Пьесы
- «Судьба Реджинальда Дэвиса», 1947 (совместно с И. Л. Прутом)
- «Огненная река», 1949
- Пьесы. М., Искусство, 1949

### Киносценарии и экранизации
- «Март-апрель», 1943 (по одноимённому рассказу, также автор сценария совместно с Н. Рожковым)
- «Мальчик с окраины», 1947 (сценарист совместно с И. Л. Прутом)
- «В едином строю», 1959 (сценарист)
- «Заре навстречу», 1959 (по одноимённому роману)
- «Здравствуй, Гнат», 1962
- «Знакомьтесь, Балуев!», 1963 (по одноимённой повести, также автор сценария совместно с В. Г. Комиссаржевским)
- «Щит и меч», 1968 (по одноимённому роману, также автор сценария совместно с В. П. Басовым)
- «Пётр Рябинкин», 1972 (по одноимённой повести, также автор сценария совм. с Д. Вятич-Бережных)
- «На Севере, на Юге, на Востоке, на Западе», 1972

## Признание и награды
- Государственная премия СССР (1971)[2] — за повести «Пётр Рябинкин» (1968) «Особое подразделение» (1969)
- Герой Социалистического Труда (1974)[2]
- два ордена Ленина (28.10.1967; 27.09.1974)[2]
- орден Октябрьской Революции (02.07.1971)
- два ордена Отечественной войны 1-й степени (16.06.1945; 23.09.1945)
- два ордена Трудового Красного Знамени (29.04.1959; 20.04.1979)
- орден Красной Звезды (07.10.1942)
- медали
- Золотая медаль имени Александра Фадеева (1980)

## Семья
Женат с 1945 года. Жена — Виктория Юрьевна (1917—1977), бывшая жена героя-лётчика Ильи Мазурука
- Дочь от первого брака жены — Ирина Мазурук (1936—1985), киносценарист, замужем за писателем Вилем Липатовым
- Дочь — Надежда Кожевникова[18] (род. 1949), литератор
- Дочь — Екатерина Кожевникова (род. 1954), композитор.

## Комментарии
1. ↑  Эта версия восходит к словам А. Т. Твардовского. С. И. Липкин, А. С. Берзер так передают разговор редактора "Нового мира" и Гроссмана: "«Я бы тоже не напечатал, разве что батальные сцены. Но не сделал бы такой подлости, ты меня знаешь». По его [Твардовского] словам, рукопись романа была передана «куда надо» Кожевниковым"[3].